# Rover CityRover
Rover CityRover — це суперміні-автомобіль, який продавався колишнім британським виробником Rover між 2003 і 2005 роками. Випущений восени 2003 року, автомобіль був перейменованою версією індійського Tata Indica.  Його продуктивність вважалася низькою для невеликого автомобіля в сучасних дорожніх випробуваннях, а його низька якість, погана керованість та висока ціна не були сприйняті добре. 
Виробництво CityRover припинилося у квітні 2005 року, як і решти моделей MG Rover, коли компанія потрапила під процедуру банкрутства. 

## Технічні деталі

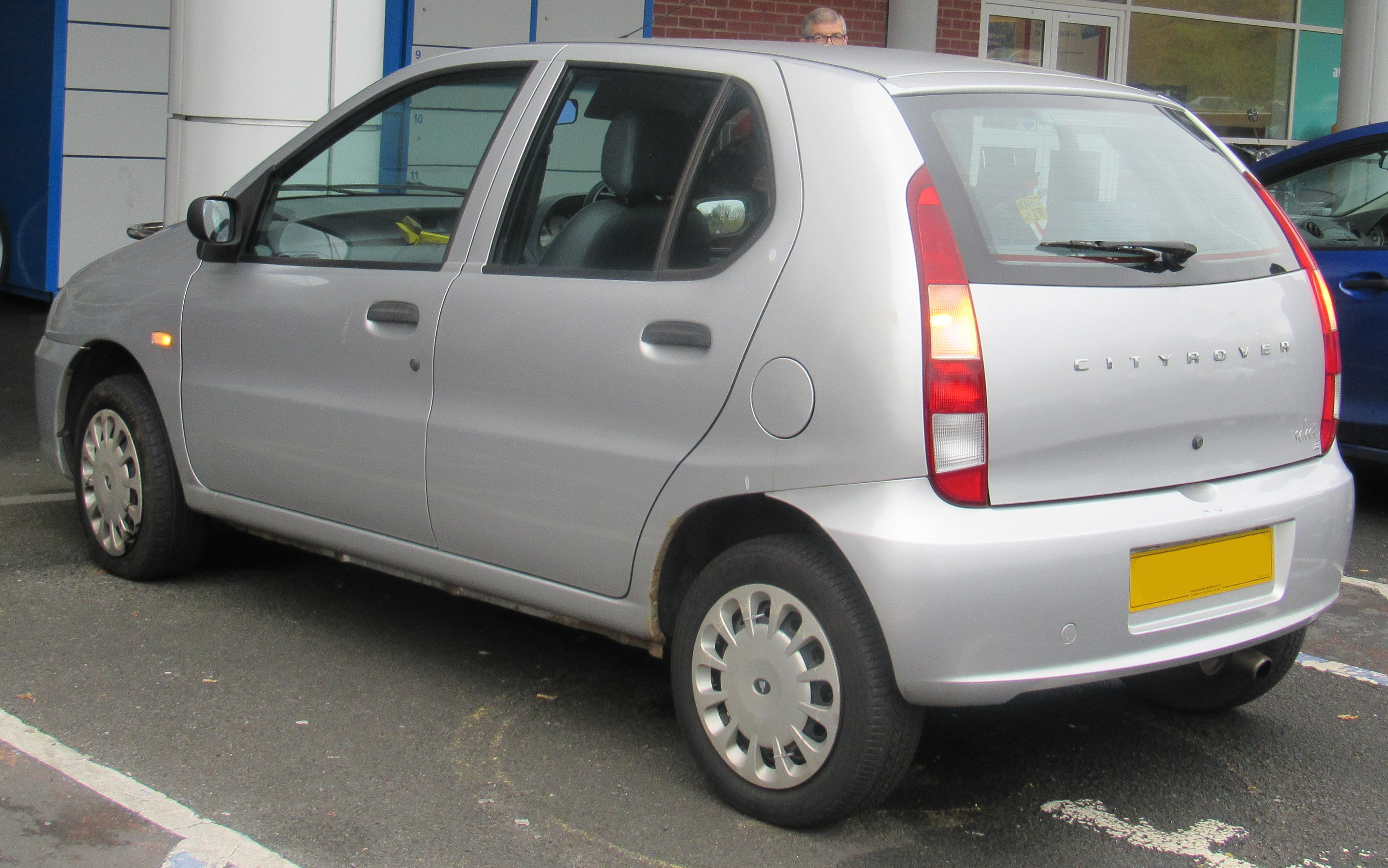

CityRover пропонувався лише з одним двигуном: чотирициліндровим восьмиклапанним двигуном об'ємом 1405 куб. см (1,4 л) від Peugeot, потужністю 85 к.с. (63 кВт) та крутним моментом 119 Нм.  
Він міг розганятися до 60 миль/год за 11,9 секунди та мав максимальну швидкість 100 миль/год (160 км/год). 
CityRover вироблявся компанією Tata Motors на їхньому заводі в Пуні, Індія.  
Зміни для британського ринку включали нові бампери, решітку радіатора з емблемою Rover, 14-дюймові колеса та нові налаштування підвіски.

## Безпека
Висока посадка водія та велика площа скління забезпечували водіям гарну кругову оглядовість, а задні ліхтарі були встановлені високо на конструкції, щоб інші учасники дорожнього руху могли їх краще бачити. 
Усі двері були оснащені противзломними дугами, а на задніх дверях були дитячі замки.
Рульова колонка була складною, а подушка безпеки з боку водія була встановлена стандартно на всіх моделях, подушка безпеки пасажира була стандартною у топовій комплектації та доступною як опція для базової та середньої комплектацій. Усі сидіння мали протичовнові пандуси та триточкові ремені безпеки, а передні сидіння отримали преднатягувачі ременів та регульовані по висоті підголівники. ABS була включена в моделі "Style". 

## Критика
Повідомлялося, що MG Rover платив Tata 3000 фунтів стерлінгів за кожен автомобіль, і, оскільки кожна модель мала корпоративний ніс Rover та оновлені налаштування підвіски, покупців не вразила початкова ціна в 6495 фунтів стерлінгів. 
У травні 2004 року Rover відмовився позичити CityRover автомобільному шоу Top Gear для його тестування. Щоб відповісти на питання «наскільки все може бути погано?», Джеймс Мей працював під прикриттям і провів тест-драйв одного з них у дилера, маючи при собі приховану камеру. Мей продовжив: «Це найгірший автомобіль, на якому я їздив у цій програмі».
Продажі значно відставали від цілей MG Rover, тому CityRover отримав оновлення для 2005 модельного року  з більшим стандартним обладнанням. У грудні 2004 року ціни були знижені на 900 фунтів стерлінгів, що підтвердило, що попередні ціни на автомобіль не були конкурентоспроможними.
За словами автомобільного оглядача Parker's, CityRover був найгірше оціненим автомобілем Rover від MG Rover, отримавши оцінку два з п'яти.  У жовтні 2013 року журнал Top Gear поставив CityRover на друге місце після Perodua Kelisa у своєму списку «Тринадцяти найгірших автомобілів останніх двадцяти років». 